# Pluton łącznikowy nr 5

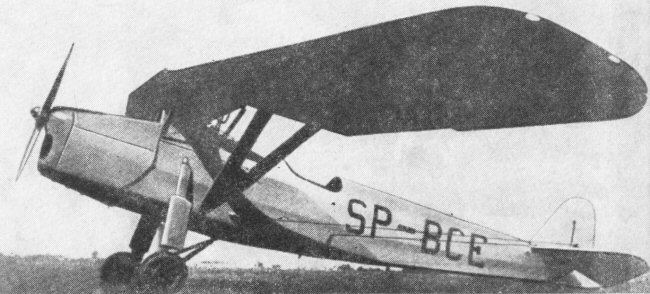
Samolot RWD-8

Pluton łącznikowy nr 5 – pododdział lotnictwa łącznikowego Wojska Polskiego w II Rzeczypospolitej.
Pluton wchodził w skład lotnictwa Armii „Karpaty”.

## Opis plutonu
Charakterystyka:
- dowódca: ppor. rez. pil. Jerzy Gerlicz
- miejsce stacjonowania: Lublinek
- wyposażenie: 3 samoloty RWD-8
- uwagi: nie dotarł na teren działania Armii.